# Ferrocarril Elèctric Nankai
El Ferrocarril Elèctric Nankai (南海電気鉄道, Nankai denki tetsudô) és una companyia privada de ferrocarrils del Japó fundada el 1885. La seua seu és a la ciutat d'Osaka i el lloc d'àmbit de la companyia és, principalment, la prefectura d'Osaka i parcialment la prefectura de Wakayama a la línia Nankai Kōya.
La xarxa Nankai es divideix i circula generalment cap al sud des de l'estació de Nanba, a Osaka. La línia principal Nankai connecta Osaka amb Wakayama amb una important sublínia cap a l'Aeroport Internacional de Kansai. El servei exprés rapi:t connecta l'aeroport amb Nanba en només 34 minuts. La línia Nankai Kôya connecta Osaka amb el mont Kōya, seu i lloc de pelegrinatge del budisme Shingon. Les targetes IC com la PiTaPa i l'ICOCA són acceptades.

## Història
La Companyia de Ferrocarril de Nankai fou fundada el 16 de juny de 1884. El nom de l'empresa, Nankai, prové del Nankaidō o "ruta de la mar del sud", significant Nankai en català "mar del sud". L'any 1942 la Nankai va absorbir la companyia del Ferrocarril Lleuger de Kada, que actualment és la línia Nankai Kada. El 1944 la Nankai fou una de les companyies que fundaren el Ferrocarril Kinki Nippon o Kintetsu, tot i que Nankai retornà a la seua independència l'any 1947. Des de la dècada de 1980 l'empresa també gestiona la Xarxa de Tramvies d'Osaka-Sakai o Hankai, entre les ciutats d'Osaka i Sakai. Des de 1938 fins a 1988 l'empresa va tindre en propietat els Nankai Hawks, un equip de basseball de la lliga japonesa de beisbol.

## Línies

### Línia Nankai
| Color i icona | Color i icona | No.    | Nom                 | Nom original | Inaugurada | Darrera extensió | Llargaria | Estacions |
| ------------- | ------------- | ------ | ------------------- | ------------ | ---------- | ---------------- | --------- | --------- |
| Blau          |               | 1      | Línia principal     | 南海本線     | 1885       |                  | 64,2 km   | 45        |
| Blau          |               | 2      | Línia Takashinohama | 高師浜線     | 1918       |                  | 1,5 km    | 3         |
| Gris          |               | 3      | Línia Aeroport      | 空港線       | 1994       |                  | 8,8 km    | 3         |
| Blau          |               | 4      | Línia Tanagawa      | 多奈川線     | 1944       |                  | 2,6 km    | 4         |
| Blau          |               | 5      | Línia Kada          | 加太線       | 1912       |                  | 9,6 km    | 9         |
| Blau          |               | 6      | Línia Wakayamakō    | 和歌山港線   | 1956       |                  | 2,8 km    | 2         |
| Total:        | Total:        | Total: | Total:              | Total:       | Total:     | Total:           | 89,5 km   | 66        |

### Línia Kôya
| Color i icona | Color i icona | No.    | Nom             | Nom original | Inaugurada | Darrera extensió | Llargaria | Estacions |
| ------------- | ------------- | ------ | --------------- | ------------ | ---------- | ---------------- | --------- | --------- |
| Verd          |               | 1      | Línia Kōya      | 高野線       | 1898       | 1995             | 64,5 km   | 48        |
| Verd          |               | 2      | Línia Funicular | 鋼索線       | 1930       |                  | 0,8 km    | 2         |
| Total:        | Total:        | Total: | Total:          | Total:       | Total:     | Total:           | 65,3 km   | 50        |